# Quý tộc săn tranh
Quý tộc săn tranh (tiếng Anh: Mortdecai) là một bộ phim hành động hài do David Koepp và Eric Aronson viết kịch bản. Phim được chuyển thể từ loạt tiểu thuyết Mortdecai (đặc biệt là tập đầu tiên Don't Point that Thing at Me) của Kyril Bonfiglioli. Phim có sự tham gia của Johnny Depp vai nhân vật chính và sự góp mặt của Gwyneth Paltrow, Ewan McGregor, Olivia Munn, Paul Bettany và Jeff Goldblum. Do Lionsgate công chiếu vào ngày 23 tháng 1 năm 2015 cùng với ngày khởi chiếu tại Việt Nam, Quý tộc săn tranh trở thành bom xịt phòng vé khi chỉ thu về 47 triệu $ so với kinh phí 60 triệu $ cũng như nhận đánh giá tiêu cực từ giới phê bình.